# 駒澤大学附属岩見沢高等学校
駒澤大学附属岩見沢高等学校（こまざわだいがくふぞくいわみざわこうとうがっこう、Komazawa University Iwamizawa High School）は、かつて北海道岩見沢市緑が丘五丁目102番地に存在した私立高等学校。略称は「駒大岩見沢」・「駒岩」で、北海道岩見沢市では唯一の私立高等学校であった。

## 概要
その名の通り駒澤大学の附属校であった。同じ岩見沢市にはかつて岩見沢駒澤短期大学があったが、こちらは1989年に廃止されている。同校の跡地は駒澤大学北海道教養部を経て駒沢看護専門学校に転用され短期大学・北海道教養部時代はスノーシェルターとしての連絡通路で繋がっていた。北海道内には同じ駒澤大学附属校である駒澤大学附属苫小牧高等学校（苫小牧市）が存在する。
2010年10月8日、駒澤大学は記者会見を行い、生徒数減少を理由とする2012年度からの生徒募集停止を発表。その後、2014年3月をもって閉校。
野球部は春夏合わせて12回甲子園に出場した。最高成績は1993年春（第65回大会）のベスト4である。

## 沿革
- 1963年9月29日 - 校舎建設を着工。
- 1964年1月28日 - 設立が認可。
- 1964年10月28日 - 本校舎が落成。
- 1965年4月1日 - 男女共学制を実施。
- 1965年9月26日 - 体育館が落成。
- 1974年4月1日 - 商業科の募集を停止。
- 1998年4月1日 - 完全週5日制・2学期制を実施。
- 2010年10月8日 - 生徒募集の停止を決定[3]。
- 2014年3月31日 - 閉校[1][4]。
- 2015年 校舎や体育館、グラウンド施設など全て解体。

## 校舎
- 1号館：3階は2年生の教室・美術室、2階は1年生の教室・ワープロ室、1階は職員室・調理実習室など
- 2号館：2階は3年生の教室・書道室、1階は、進路指導室、図書室、化学実験室など
- 1号館と2号館の間に生徒玄関があり、中庭があったが後にテニスコートに変わった
- 高校野球部専用屋内練習場 - トレーニングセンター併設
- サッカー・ラクビーグラウンド
- 野球グラウンド
- 硬式テニスコート[5][6]
- 駒澤大学附属岩見沢高等学校や駒澤大学北海道教養部と共用の本館前の正門に繋がる中央部ロータリーには二十周年記念事業の一環として、慈光観音像が建立された。身丈3メートル30センチ・総高3メートル80センチで全体が金色であったという[7]また、学校前の国道234号沿いには校名の入った高さ10メートル・横幅5.4メートルの巨大な広告塔もあった[8]。

廃校後、正門と2015年9月に建立された閉校記念碑（駒澤大学附属岩見沢高等学校野球部甲子園出場記念を併記）、駒沢大学への土地譲渡記念碑を除き、2015年度中に全て解体された。
- この他に、連絡通路でつながったボクシング練習室や体育館があった。

## 交通アクセス
北海道中央バス「緑ヶ丘5丁目」（当時は「駒沢高校前」）から徒歩2分

## 野球部
1978年より指揮を執る佐々木啓司監督の下、「守りの野球をしようにも、素質のある選手が集まらない」と、打力重視のチームとなり、「ヒグマ打線」という異名もつくほどの強豪になった。閉校までに春に8回、夏に4回、秋に3回、全国出場。1993年春の第65回では4強入りした。
夏の予選においては南北海道大会に参加していたが、2007年度より道高野連支部の区分け変更に伴い北北海道大会へ移ることになり、その初年度の夏に駒大苫小牧とのアベック出場が決まった。両校とも系列が同じであるためユニフォームも基本デザインが同じであるが、岩見沢がグレー、苫小牧が白をベースにしたユニフォームである。帽子のマークは苫小牧は「K」であるが、岩見沢は「KOMAZAWA」であった。1992年以前は苫小牧と同じ「K」で色は苫小牧の白色と異なり朱色であったが、岩見沢の伝統を受け継ぐ意味も込め、攻撃時に被るヘルメットのマークを「KOMAZAWA」に変えていた。

## 跡地
- 学校給食共同調理所が完成（2018年1月開始）[12]。その他には樹林帯・救護活動拠点・防災拠点・エントラス広場の構想がある[13]。

## 歴代校長
- 岡本素光
- 水野弘元
- 若月正吾
- 渡部賢宗

## 著名な卒業生
- 本間満（元福岡ソフトバンクホークス・内野手）
- 佐藤誠（元福岡ソフトバンクホークス・投手）
- 古谷拓哉（元千葉ロッテマリーンズ・投手）
- 小林靖典（元石狩レッドフェニックス･内野手）
- 白水直樹（読売ジャイアンツ・トレーニングコーチ）
- 北道貢（元NTT東日本・外野手、現コーチ）
- 渡瀬弥太郎（スキージャンプ元日本代表・雪印乳業所属）
- 岡部孝信（スキージャンプ日本代表・雪印乳業所属）
- 田中信一（スキージャンプ元日本代表・雪印乳業所属）
- 東輝（スキージャンプ日本代表・日本空調サービス所属）
- 伊藤辰史（ボクシング元日本スーパーウェルター級チャンピオン・木村ジム所属）
- オジョー（上海ドール・お笑い芸人）
- 瀧谷翼（MONOBRIGHT・ロックバンド、ドラム）
- 佐々木啓司（高校野球指導者・駒澤大学附属岩見沢高等学校野球部監督、クラーク記念国際高等学校野球部監督）

## 系列校
- 駒澤大学
- 駒澤大学高等学校
- 駒澤大学附属苫小牧高等学校

## 脚註
1. 1 2 3  “駒岩高 31日閉校 跡地利用は白紙 岩見沢”. 北海道新聞 (北海道新聞社). (2014年3月29日)
2. ↑  『三十周年記念誌補遺版』駒澤大学北海道教養部　1999.3 巻末p2
3. 1 2  “駒岩高が募集停止発表 来年度限り 入学者減など理由説明”. 北海道新聞 (北海道新聞社). (2010年10月9日)
4. ↑  学校の設置・廃止等一覧（平成25年4月2日～平成26年4月1日） - 北海道教育委員会 2015年3月31日閲覧
5. ↑  以上につき『駒沢三十年』駒沢大学附属岩見沢高等学校　1994.10.15参照
6. ↑  以上につき『三十周年記念誌補遺版』駒澤大学北海道教養部　1999.3 巻末p2
7. ↑  『二十周年誌』駒澤大学北海道教養部　1984.10.15　p97
8. ↑  『二十周年誌』駒澤大学北海道教養部　1984.10.15　p96
9. ↑  母校跡、石碑が建ってた
10. ↑  ホームメイトリサーチ
11. ↑  “第62回選抜高校野球 第2日 春の甲子園 ヒグマ打線に強豪の壁”. 北海道新聞 (北海道新聞社). (1990年3月28日)
12. ↑  平野義文オフィシャルサイト（2015年8月20日）